# Włost
Włost – ojciec Piotra Włostowica, fundator kościoła na Ślęży konsekrowanego w 1090 roku przez biskupa wrocławskiego Piotra. Według bulli Celestyna III z 1193 roku, miał on, a wcześniej jego ojciec, w posiadaniu ziemie należące do klasztoru Najświętszej Maryi Panny na Piasku, które później otrzymał jego syn Piotr.

## Pochodzenie rodu
Kronika wielkopolska podaje że ród Włostowiców pochodził z Danii, jednak zaprzecza temu bulla Celestyna III z 1193 roku w której Piotr Włostowic miał otrzymać posiadłości należące do klasztory Najświętszej Maryi Panny na Piasku po swoim ojcu i dziadku. Niektórzy badacze biorą pod uwagę możliwość ruskiego pochodzenia rodu.

## Spór o imię
Sama postać Włosta nie pozostawiła po sobie śladów w źródłach, przez co trudność sprawia określenie konkretnych dat związanych z jego postacią. W trakcie badań nad życiem Piotra Włostowica, niektórzy badacze stwierdzili że jego ojcem był Świętosław. W badaniach wykazano, że jest to błąd podania Roczników Krakowskich, w których zostało pomylone imię ojca z imieniem syna Piotra- Świętosławem. Dziś uznaje się, że ojcem Piotra był Włost.

## Źródła
- Kodeks dyplomatyczny Śląska, t. I, wyd. K. Maleczyński, Wrocław 1956
- Kronika wielkopolska, tłum. K. Abgarowicz, komentarz B. Kürbis, Kraków 2010

## Literatura
- Bieniak Janusz, Polska elita polityczna XII wieku (cz. III A. Arbitrzy książąt- krąg rodziny Piotra Włostowica), [w:] Społeczeństwo Polski średniowiecznej. Zbiór studiów, red. S. K. Kuczyński, t. IV, Warszawa 1990 s. 13-107
- Bieniek Stanisław, Piotr Włostowic: postać z dziejów średniowiecznego Śląska, Wrocław 1965
- Cetwiński Marek, Rycerstwo śląskie do końca XIII w. Biogramy i rodowody, Wrocław 1982
- Deptuła Czesław, Przyczynek do dziejów Ślęży i jej opactwa, „Roczniki Humanistyczne”, t. XV, 1967, z. 2, s. 17-35.
- Friedberg Marian, Ród Łabędziów w wiekach średnich, „Rocznik Polskiego Towarzystwa Heraldycznego we Lwowie”, t. VII, 1926, s. 1-100
- Snoch Bogdan, Tragedia Piotra Włostowica, Katowice 1987